# Baltimore Open 1976
Il Baltimore Open 1976 è stato un torneo di tennis giocato sul sintetico indoor. È stata la 5ª edizione del Baltimore Open, che fa parte del Commercial Union Assurance Grand Prix 1976. Si è giocato a Baltimora negli Stati Uniti, dal 19 al 25 gennaio 1976.

## Campioni

### Singolare
Tom Gorman ha battuto in finale  Ilie Năstase con il punteggio di 7–5, 6–3

### Doppio
Bob Hewitt /  Frew McMillan hanno battuto in finale  Ilie Năstase /  Cliff Richey con il punteggio di 3–6, 7–6, 6–4